# Universidad Central de Venezuela
La Universidad Central de Venezuela (UCV) es una universidad pública de Venezuela ubicada en la Urbanización Valle Abajo de la Parroquia San Pedro, al sur del centro geográfico de Caracas. Fundada en 1721 por el rey Felipe V, es la institución de educación superior más antigua del país. Su sede principal, la Ciudad Universitaria de Caracas, fue declarada Patrimonio de la Humanidad por la UNESCO, en el año 2000.
Según un estudio realizado a nivel mundial por el QS World University Rankings para el año 2018, la UCV se encuentra en el primer puesto a nivel nacional y 40 en Latinoamérica.
En el año 2009 contaba con más de sesenta mil estudiantes de pregrado y posgrado, seis mil profesores y cerca de ocho mil empleados administrativos y de servicios, quienes conforman 9 facultades en Caracas; 2, en Maracay Núcleo de Ingeniería en Cagua (Estado Aragua), y 1 en Barquisimeto Núcleo de Arquitectura en el estado Lara; cuenta con 5 núcleos de estudios universitarios supervisados y 12 estaciones experimentales en diferentes localidades del país.

## Historia

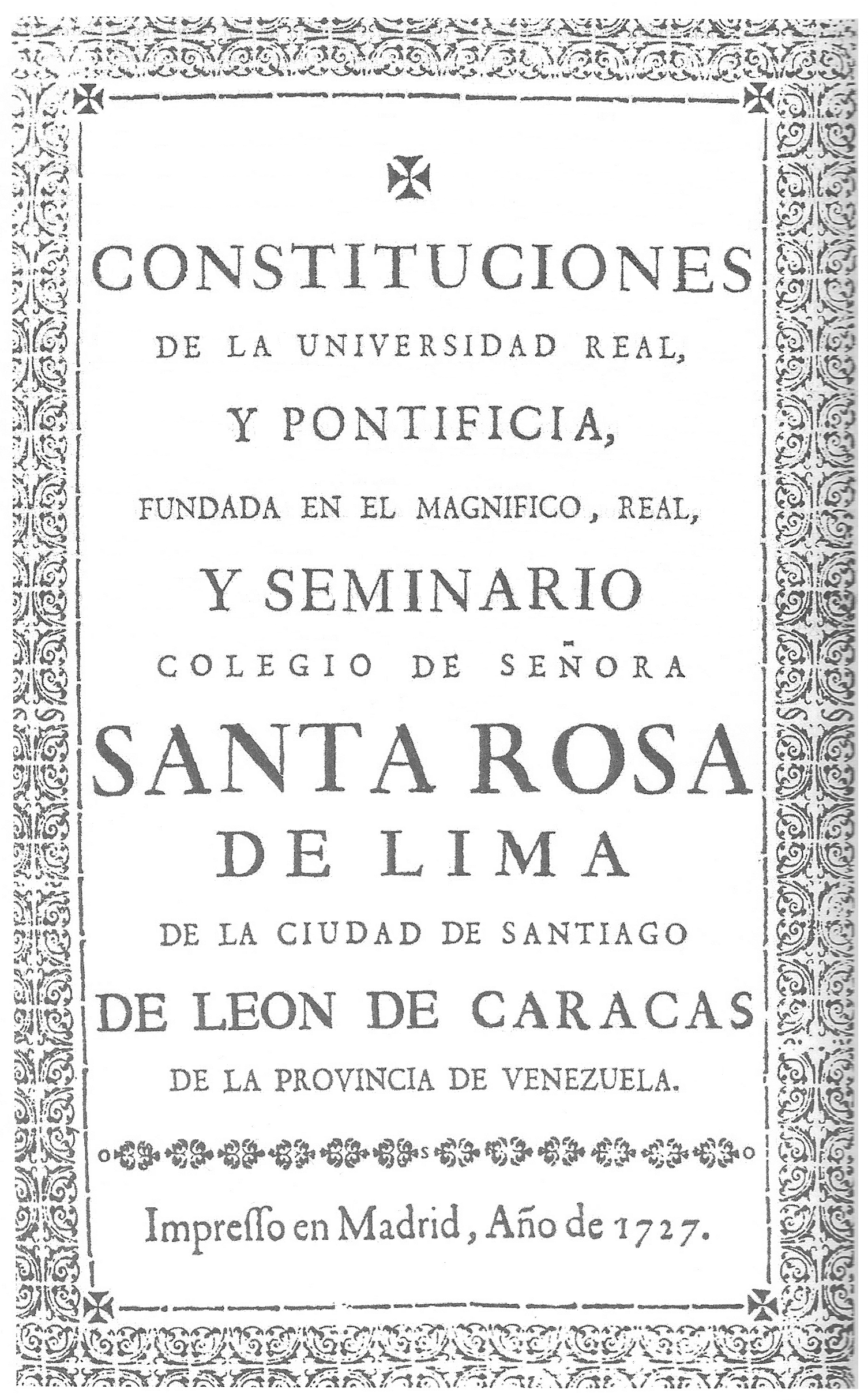
Constituciones del Colegio de Santa Rosa de la Universidad de Caracas (1727).

En el siglo XVII tiene lugar en Venezuela un movimiento cultural y científico liderado por el teólogo peruano Fray Antonio González de Acuña (1620–1682) egresado de la Universidad de San Marcos, quien lleva a la fundación del Colegio Seminario de Santiago de Leon de Caracas en 1673, bajo la advocación de Santa Rosa de Lima, por lo que se le conoció también como Colegio Santa Rosa. El 22 de diciembre de 1721, mediante Cédula que libra el Rey Felipe V, se crea la Universidad Real de Caracas con categoría equivalente a la Universidad Real de Santo Domingo y el 18 de diciembre de 1722, mediante Bula Apostólica de Inocencio XIII, se convierte en Pontificia y pasa a ser oficialmente bajo el nombre de Real y Pontificia Universidad de Caracas. En un principio se impartían clases de teología, medicina, filosofía y derecho exclusivamente en el idioma latín. Fue denominada "Real y Pontificia" por estar bajo la tutela y protección del monarca español y del sumo pontífice.
La nueva universidad se regía por los estatutos de la Universidad Real de Santo Domingo mientras los propios no estaban disponibles, porque eran objeto de elaboración. La sede inicial de la universidad era la capilla del Colegio Seminario Santa Rosa y lo fue hasta 1856, año en el que se traslada al convento de San Francisco. En esta última sede permanece hasta 1953, cuando ocurre el traslado a la Ciudad Universitaria de Caracas. El Convento San Francisco fue objeto de una reparación y se convirtió en el Palacio de las Academias.

### Universidad republicana y su inicial modernización

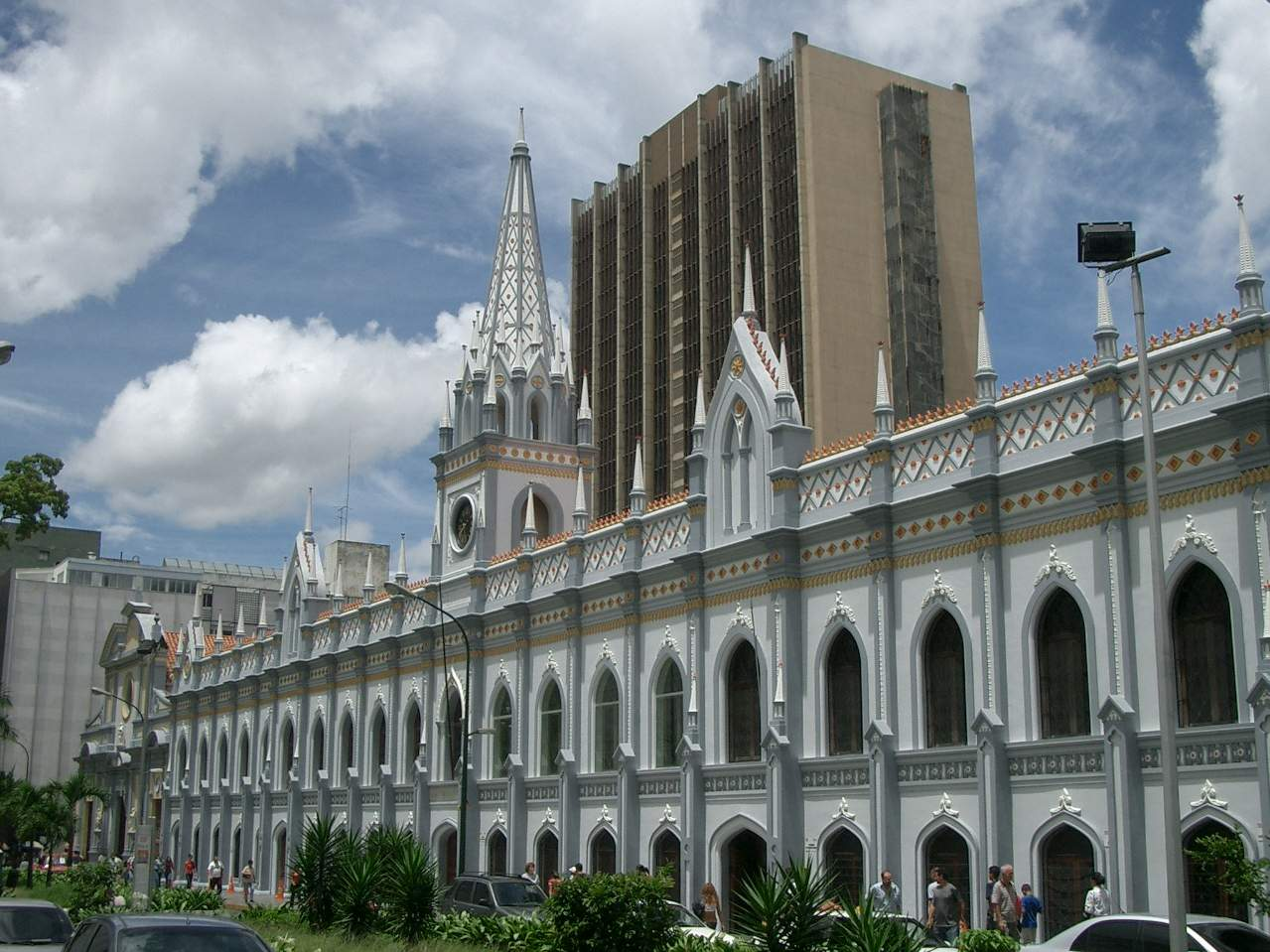
Antigua sede de la UCV. Actualmente el Palacio de las Academias.

Hasta el final del siglo XVIII, la censura oficial papal y real en libros fue ignorada en gran medida en Venezuela, situación que permitió el contrabando de las obras de Rousseau, Voltaire, Diderot, Montesquieu, Locke, Helvétius y Grocio en los barcos pertenecientes a la Real Compañía Guipuzcoana. Esto podría haber ayudado a educar e iluminar a una generación de venezolanos, tales como Simón Rodríguez, Juan Germán Roscio, Francisco de Miranda, Simón Bolívar y Andrés Bello que componían la vanguardia de las ideas de la libre determinación y la independencia de España en América Latina por el P. Baltasar de los Reyes Marrero y otros miembros del profesorado de la Universidad.
En mayo de 1827 por convocatoria del Rector José Cecilio Ávila, se reúne el Claustro para elegir nuevo Rector. En ese momento es elegido el Dr. José María Vargas, primer Rector de la ahora Universidad Central de Venezuela y reformador de los estudios médicos venezolanos. Al modificar los viejos estatutos Simón Bolívar y José María Vargas dictan las nuevas normas y doctrinas de la misma rompiendo viejos y absurdos tabúes como el del color de la piel como requisito de ingreso, la "vista et moribus" (tipo de carta donde se demostraban la vida de buenas costumbres), el latín deja de ser la lengua en que se imparten las clases y aquello que establecía que sólo Doctores en Medicina podían tomar el papel de Rectores; se comienzan a impartir nuevas cátedras y son agregadas otras carreras.
Estas nuevas normas son denominadas "Los Estatutos Republicanos de la Universidad Central Venezuela en 1827".
José María Vargas comienza el desarrollo económico basado en las Haciendas Chuao, Cata y La Concepción donadas por Simón Bolívar, así como la autonomía ideológica que garantizaría la libertad de cátedra y el fin de las discriminaciones de alumnos de nuevo ingreso por motivos de raza, fe religiosa o condición económica. El 14 de octubre de 1830, con la disolución de la Gran Colombia y la estabilización de la República de Venezuela, se concretó la llamada "Escuela Militar y de Matemáticas" no como una academia autónoma para formación de oficiales como era desde 1810, sino como una facultad más de la Universidad Central de Venezuela. Esta escuela se hizo famosa por estar dirigida, entre otros, por Juan Manuel Cagigal y Agustín Codazzi, quienes le dieron un fuerte apoyo a la formación de oficiales en las ramas de ingeniería militar y artillería. A mediados del siglo XIX la Universidad sufrió varios conflictos,especialmente al iniciarse la Guerra Federal, hasta 1869, cuando es intervenida por el entonces presidente Antonio Guzmán Blanco como parte de su programa de modernización del país. Una comisión fue nombrada para reorganizar la universidad y su biblioteca, integrada por el Rector Carlos Arvelo, Juan José Aguerrevere, un matemático, Joaquín Boton, profesor de filosofía, el científico Adolf Ernst y el politólogo Lucio Siso. Sin embargo, el presidente Antonio Guzmán Blanco también ordenó en 1883 la venta de todas las tierras y haciendas donadas por Simón Bolívar, eliminando así la esperanza que mantenía José María Vargas sobre la autonomía económica universitaria y haciéndola depender hasta hoy exclusivamente de los presupuestos generales del Estado.

### SigloXX
| Obras destacadas                         |
| Nubes Flotantes de Alexander Calder      |
| Murales de Victor Vasarely.              |
| 30º de dinamismo, Antoine Pevsner.       |
| Pastor de Nubes, Hans Arp.               |
| Torre del Reloj, Carlos Raúl Villanueva. |
| Amphion, Henri Laurens.                  |

En diciembre de 1908, Juan Vicente Gómez derrocó al gobierno de Cipriano Castro. Gómez permaneció en el poder hasta su muerte en 1935. Durante este tiempo contrató a ciudadanos extranjeros para ejercer diversas funciones técnicas para el desarrollo de la nación, incluyendo académicos e investigadores. Sin embargo, el 1 de octubre de 1912 decide cerrar la Universidad. El entonces rector, Felipe Guevara Rojas, impulsa una reorganización académica que incluye la división tradicional de sólo unas pocas escuelas y su separación en departamentos modernos. La universidad fue reabierta el 4 de julio de 1922.
En 1928 un grupo de estudiantes, conocidos como la Generación del 28 organizó una serie de eventos durante la "Semana del Estudiante" en protesta por la dictadura de Gómez, que culminó en un intento de derrocarlo el 7 de abril de ese año. Este grupo heterogéneo estuvo conformado por dirigentes políticos e intelectuales como Rómulo Betancourt, Miguel Otero Silva, Juan Oropeza, Isaac J. Pardo y Rodolfo Quintero, entre otros. Muchos de ellos fueron encarcelados después de los hechos, mientras que algunos fueron al exilio sin poder concluir sus estudios.
La Universidad siguió estando a la vanguardia de la democratización del país cuando en 1936 el entonces presidente Eleazar López Contreras emitió un decreto que suspendía los derechos constitucionales y declaraba una censura general de prensa como represalia ante la huelga general de los trabajadores petroleros, un hecho hasta entonces sin precedentes. El Rector de la Universidad, Francisco Antonio Rísquez, lideró la protesta que siguió por las calles de Caracas contra la política de López Contreras.  En 1942, la población estudiantil había crecido considerablemente superando la capacidad física y académica de la Universidad. De este modo varias escuelas, como la de Medicina, fueron trasladadas a otros edificios de la ciudad. Bajo el mandato del presidente Isaías Medina Angarita surgió la necesidad de construir una sede más amplia y moderna y en donde la Universidad pudiera funcionar como un todo coherente. El gobierno compró entonces la Hacienda Ibarra y la responsabilidad del diseño principal se le dio al arquitecto Carlos Raúl Villanueva. Después de una visita a la Universidad de la ciudad de Bogotá (cita requerida), convencieron a las autoridades del Ministerio de Obras Públicas que, a fin de evitar la construcción de un conjunto de edificios heterogéneos, el diseño debía estar bajo la dirección de un arquitecto que desarrollara un complejo coherente.
El 2 de marzo de 1954, Marcos Pérez Jiménez inauguró la Plaza Cubierta, el Aula Magna y la Biblioteca Central con motivo de la celebración de la X Conferencia Iberoamericana en Caracas. El nuevo campus se convirtió en un gran complejo urbano de alrededor de 200 hectáreas e incluyó un total de 40 edificios. El arquitecto Carlos Raúl Villanueva trabajó en estrecha colaboración con 28 de los artistas vanguardistas más importantes de la época, tanto de Venezuela como del resto del mundo, para construir lo que sigue siendo una de las aplicaciones más exitosas de arquitectura moderna en América Latina. El principio rector de Villanueva fue la creación de un espacio donde el arte y la arquitectura convivieran en armonía en una "síntesis de las artes". Entre algunas de las piezas más importantes presentes en la Universidad están las Nubes Flotantes de Alexander Calder, murales de Victor Vasarely, Wifredo Lam, Fernand Léger, y esculturas de Jean Arp y Henri Laurens. La Ciudad Universitaria de Caracas fue declarada Patrimonio de la Humanidad por la UNESCO, que junto con la Ciudad Universitaria de la UNAM y la Universidad de Virginia son los dos únicos campus universitarios de América con esta distinción.
En 1958, después de la caída del dictador Marcos Pérez Jiménez, una comisión gubernamental estableció una nueva ley para las universidades. La nueva ley entró en vigencia el 5 de diciembre del mismo año. En ella se garantizaba en un principio una autonomía que permitía tanto a los profesores como a los estudiantes estudiar y trabajar en un ambiente de libertad y tolerancia a todas las corrientes del pensamiento. Esta base legal muy importante sin embargo fue víctima de abuso durante la década de 1960 cuando guerrilleros y rebeldes, apoyados por Fidel Castro se refugiaron en el interior del campus universitario intentando escapar a la persecución gubernamental. Esta tensa situación llegó a un punto muerto en 1969 cuando los estudiantes exigieron reformas y transformaciones radicales. Por último, el 31 de octubre de 1969, la administración del presidente Rafael Caldera ordenó el allanamiento de la universidad, conocido como la Operación Canguro. El rector Jesús María Bianco fue obligado, asimismo, a renunciar a su cargo. La Universidad se reabrió en 1971 con un nuevo rector y un nuevo plan para la renovación.
En términos del desarrollo académico de la universidad moderna, la segunda mitad del siglo XX fue una época en que el cuerpo docente de la Universidad Central se benefició en gran medida de la afluencia de inmigrantes europeos. Muchos intelectuales, investigadores y docentes se establecieron en Venezuela después del final de la guerra civil española y de la Segunda Guerra Mundial encontrando un ambiente de trabajo propicio para sus inquietudes e ideas contribuyendo así al fomento de las ciencias naturales, la tecnología, las ciencias sociales y las humanidades en la Universidad Central de Venezuela.

## Composición de la Universidad

### Facultades
Las Facultades son integradas por Escuelas o Carreras, siendo estos los lugares donde se ejerce la función docente a nivel de pregrado. Cada facultad es totalmente independiente de las otras, enfocándose cada una en sus áreas de conocimiento particular. Aunque cada facultad es autónoma, existe un programa denominado PCI (Programa Cooperación Interfacultades) que permite que estudiantes de una facultad vean clases de materias de otra facultad, si así lo permite el programa de estudios de cada carrera. Algunas escuelas pueden otorgar más de un título, y además están conformadas por grupos docentes (Departamentos y Cátedras) de Investigación y Extensión.

### Métodos de Ingreso

#### Sistema de Ingreso Mérito Académico (SIMADI)
A través de este método el aspirante podrá con base en los conocimientos adquiridos durante su formación en la educación primaria y secundaria optar por la carrera de su preferencia realizando una prueba de admisión, la misma que posee dos pruebas que el aspirante debe superar para ser admitido. La primera se basa en una prueba psicológica en que el aspirante debe responder acorde a la carrera de su preferencia; debe aprobar esta para poder realizar la siguiente. La segunda prueba de poner en práctica habilidades de conocimiento como lo podría ser: verbal, matemático, lógico y espacial.

#### Oficina de Planificación del Sector Universitario (OPSU)
Este método es empleado a partir del último año de la educación secundaria, funciona como un registro de datos académicos, personales y socioeconómicos por parte de las instituciones de educación media y diversificada al igual que el aspirante, este puede optar por 6 carreras en la formación universitaria de cualquier institución de educación superior del país.

#### Programa Samuel Robinson
El Programa Samuel Robinson ofrece un curso de 30 semanas de duración divida en tres fases de 10 semanas cada una, los alumnos que completen las 3 fases (aprobando todos módulos) del programa ingresaran a sus opciones de carrera dentro de la Universidad Central de Venezuela.

#### Art. 25
Tiene el fin de dar oportunidad de estudio a artistas y deportistas de destacada trayectoria que aporten sus talentos en tales áreas en la Universidad. Hay que mencionar que la disponibilidad de los cupos radica en un 5% de los admitidos por cada periodo de admisión.

#### Acta Convenio
Es la forma de ingreso por medio del proceso interno dirigido al personal (obrero, administrativo y docente) de la Universidad Central de Venezuela. .

### La Ciudad Universitaria

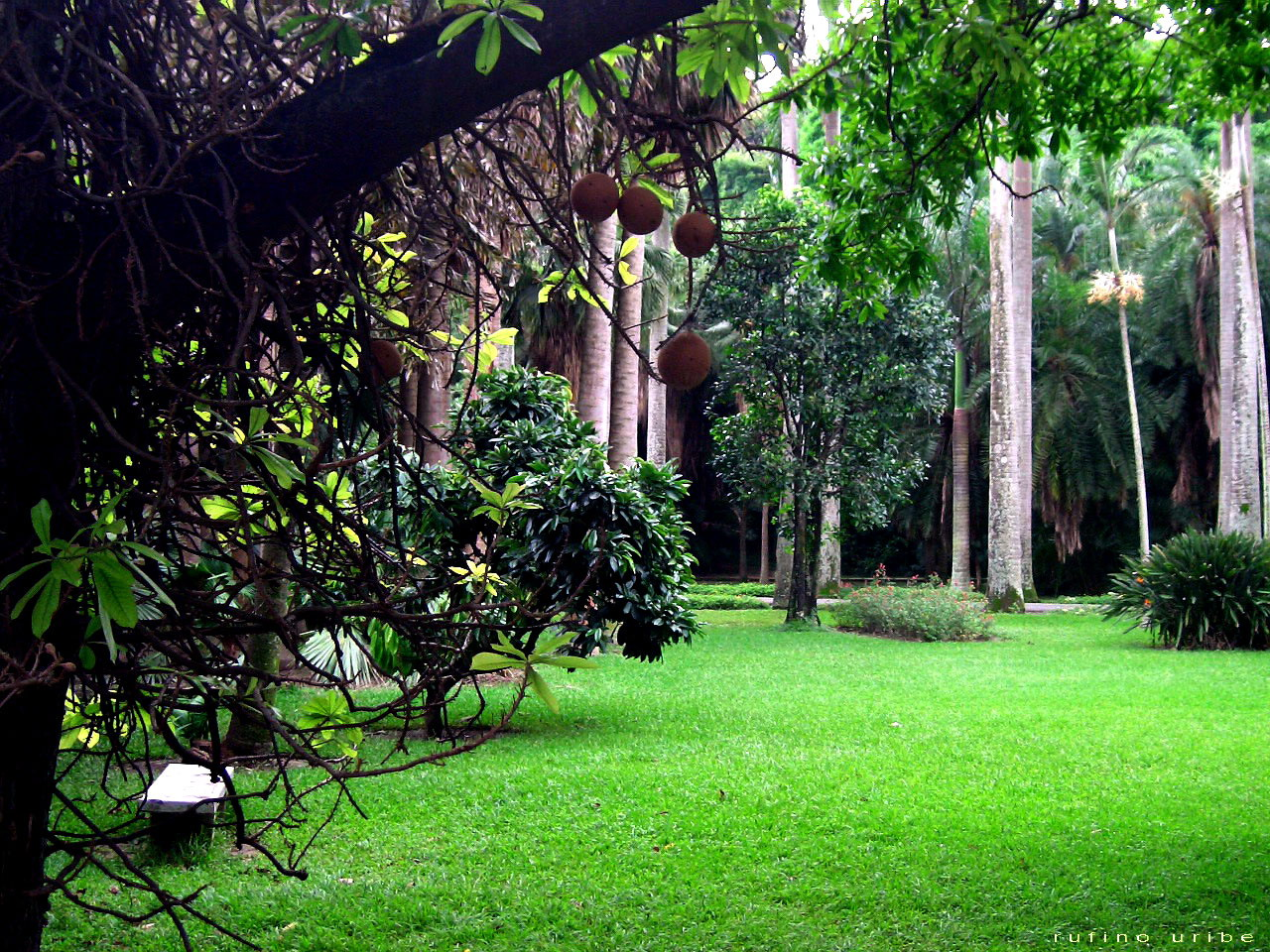
Jardín Botánico de la Universidad Central de Venezuela.

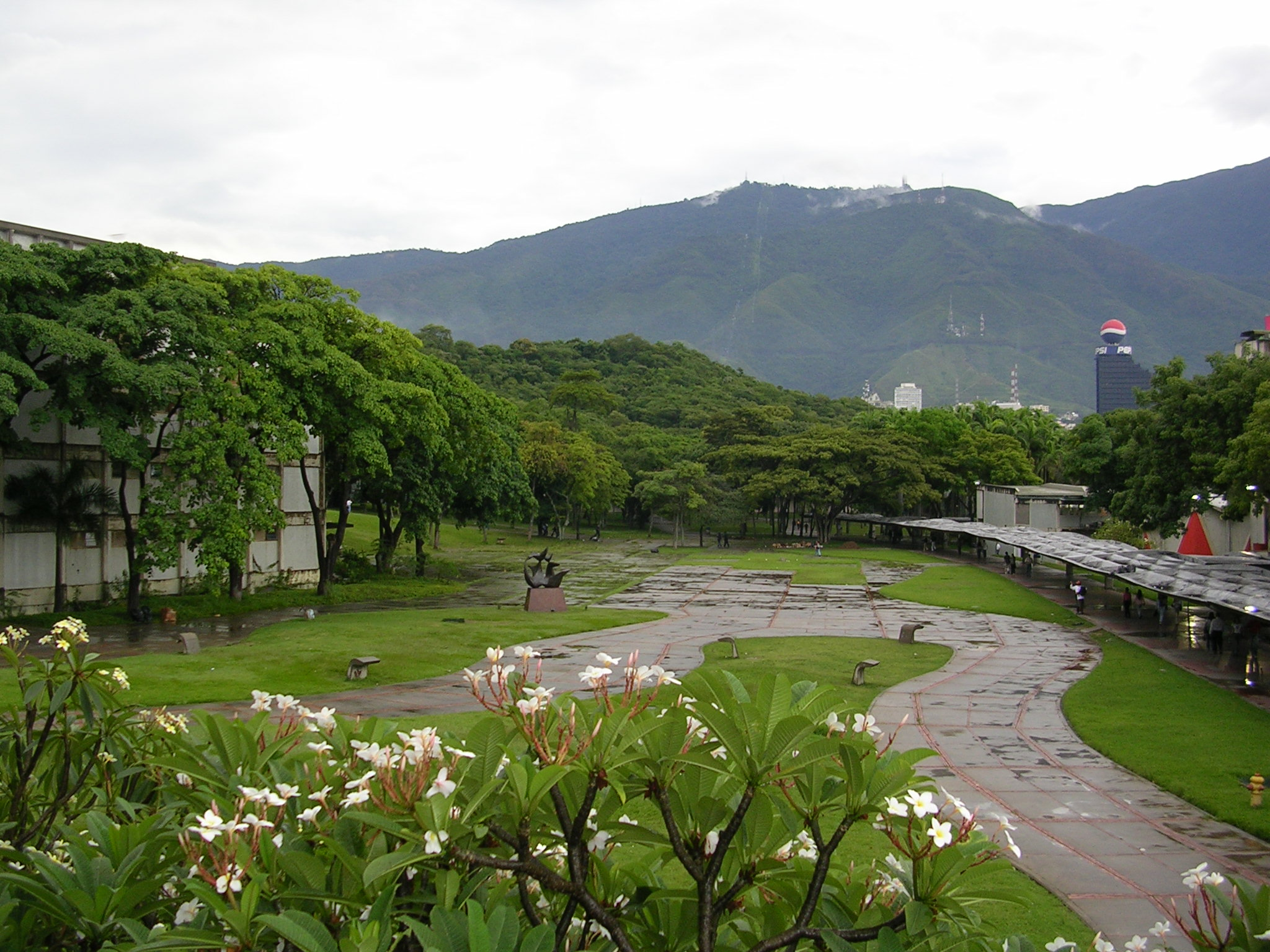
Espacio conocido como "Tierra de Nadie".

La Ciudad Universitaria de Caracas, sede de la Universidad Central Venezuela, fue declarada Patrimonio Mundial, Cultural y Natural de la Humanidad por la UNESCO en el año 2000.
Esta sede es obra del arquitecto venezolano Carlos Raúl Villanueva y un grupo de artistas de vanguardia de todas las latitudes, y que "...constituye un ejemplo de los más altos ideales del urbanismo, la arquitectura y el arte, representativo de la utopía moderna, que expresa el anhelo por alcanzar un mundo ideal de perfección para una sociedad y hombres nuevos" (UNESCO, 2000).
Desde su fundación, la Universidad Central de Venezuela ha contado con 3 diferentes sedes: La primera donde funcionó el original Seminario Santa Rosa, donde actualmente funciona el Palacio Municipal de Caracas y luego fue transferida a los espacios del Convento San Francisco, donde actualmente reside el Palacio de las Academias, ambas sedes en el centro de Caracas.
Ya en los años 1940, bajo el mandato de Eleazar López Contreras, la sede de la universidad no da abasto a la población estudiantil y se encomendó la construcción de un campus principal para la universidad, originalmente en la periferia de la ciudad de Caracas, son seleccionados y expropiados los terrenos, entre ellos la Hacienda Ibarra (que actualmente ya no es periferia de la ciudad sino más bien el centro geográfico de ella), antigua propiedad de El Libertador Simón Bolívar, y es encomendado el diseño al arquitecto Carlos Raúl Villanueva (todavía puede verse la casa principal de dicha hacienda dentro de los recintos de la Ciudad Universitaria, permaneció como un recuerdo). La construcción comenzó en 1940, la mudanza se concreta en 1953 y en la actualidad continúa en ampliación.
El recinto universitario cuenta con más de 70 edificaciones así como con el Jardín Botánico de Caracas, la segunda biblioteca más importante de la nación y con 9 de las 11 facultades que conforman la universidad. En el centro de la Ciudad Universitaria se encuentra el Aula Magna, un gran auditorio que cuenta con excelente acústica gracias a las Nubes Flotantes de Alexander Calder, que recorren todo el techo y los costados de su interior.
Las otras dos Facultades la de Ciencias Veterinarias y la de Agronomía tienen un campus en el sector El Limón de la ciudad de Maracay, al oeste de Caracas.
Existe un proyecto de ampliación de la Ciudad Universitaria en la zona conocida como la Zona Rental de Plaza Venezuela. El concurso destinado a hacerlo realidad ya tuvo lugar y arquitectos de diversas nacionalidades mostraron sus ideas para esta extensión del Patrimonio Mundial. Se desconoce cuándo comenzará la construcción.

### Tierra de Nadie

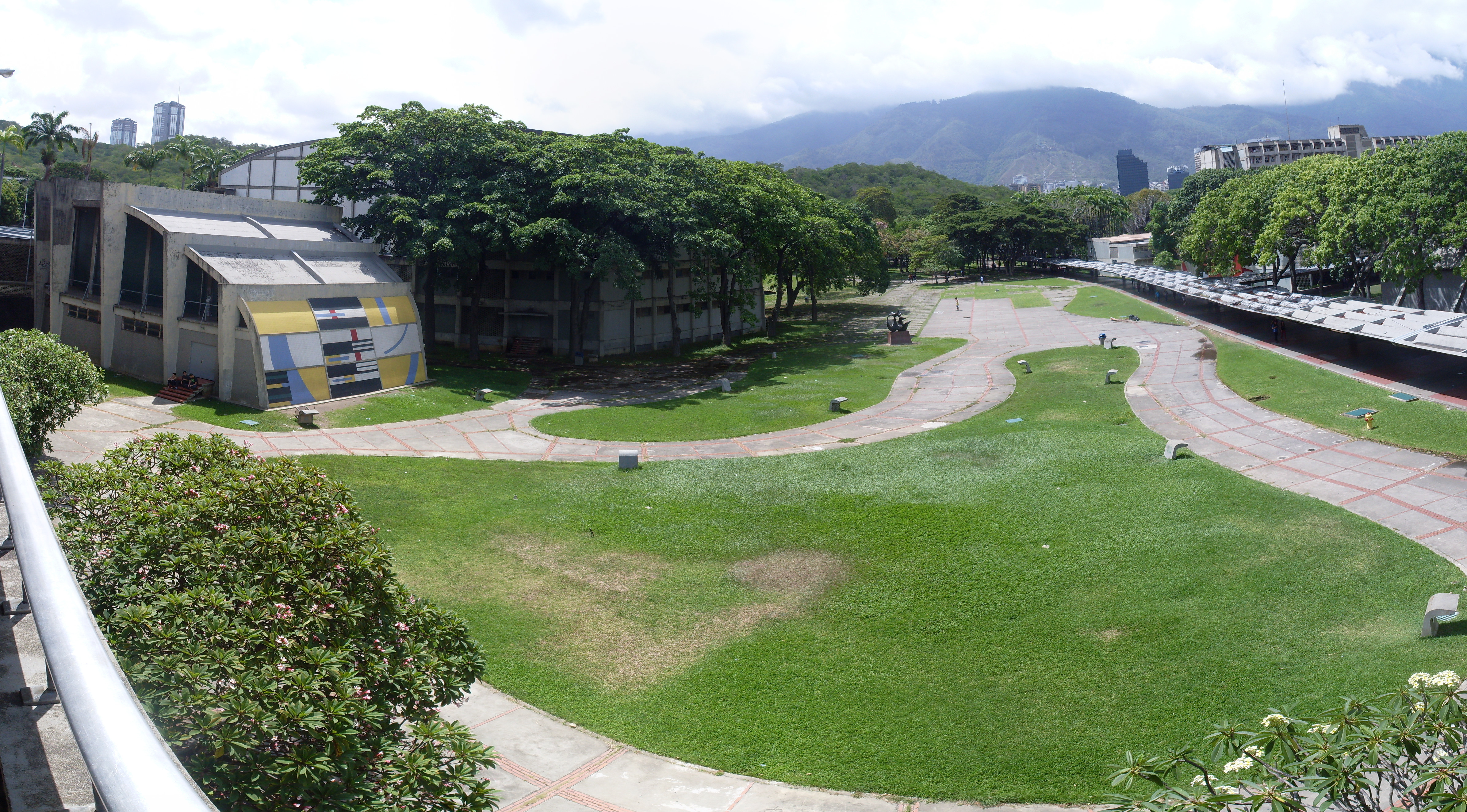
Panorámica de la llamada "Tierra de Nadie", desde la Biblioteca Central.

Dentro de la Ciudad Universitaria, existe un sector de áreas verdes ubicada entre la Plaza Cubierta del Rectorado y las Caminerías de la Facultad de Humanidades y Educación y de la Facultad de Ciencias Económicas y Sociales. Esta área es conocida como Tierra de Nadie''; allí los estudiantes y demás visitantes de la universidad pueden realizar distintas actividades como: grupos de estudio, aerotelas, clases de yoga, prácticas de danza y malabarismo, entre otras.

### Consejo Universitario
El Consejo Universitario es la autoridad suprema de la Universidad y ejerce las funciones de gobierno universitario. Está integrado por el Rector, quien lo preside, los Vicerrectores, el Secretario, los Decanos de las Facultades, 5 representantes de los Profesores, 3 representantes de los Estudiantes, 1 representante de los Egresados y 1 representante del Ministro de Educación Superior, Ciencia y Tecnología.
Los representantes de los profesores, los estudiantes y el representante de los egresados duran en el ejercicio de sus funciones 3, 1 y 2 años respectivamente. Los representantes profesorales y estudiantiles son electos en elecciones secretas y directas celebradas por la Comisión Electoral de la Universidad, en el segundo semestre del año lectivo, según el vencimiento de sus períodos y cumpliendo las exigencias establecidas en la Ley de Universidades y el Reglamento Interno.
- Elecciones estudiantiles de la Universidad Central de Venezuela de 2019

### Consejos de Facultad y de Escuela

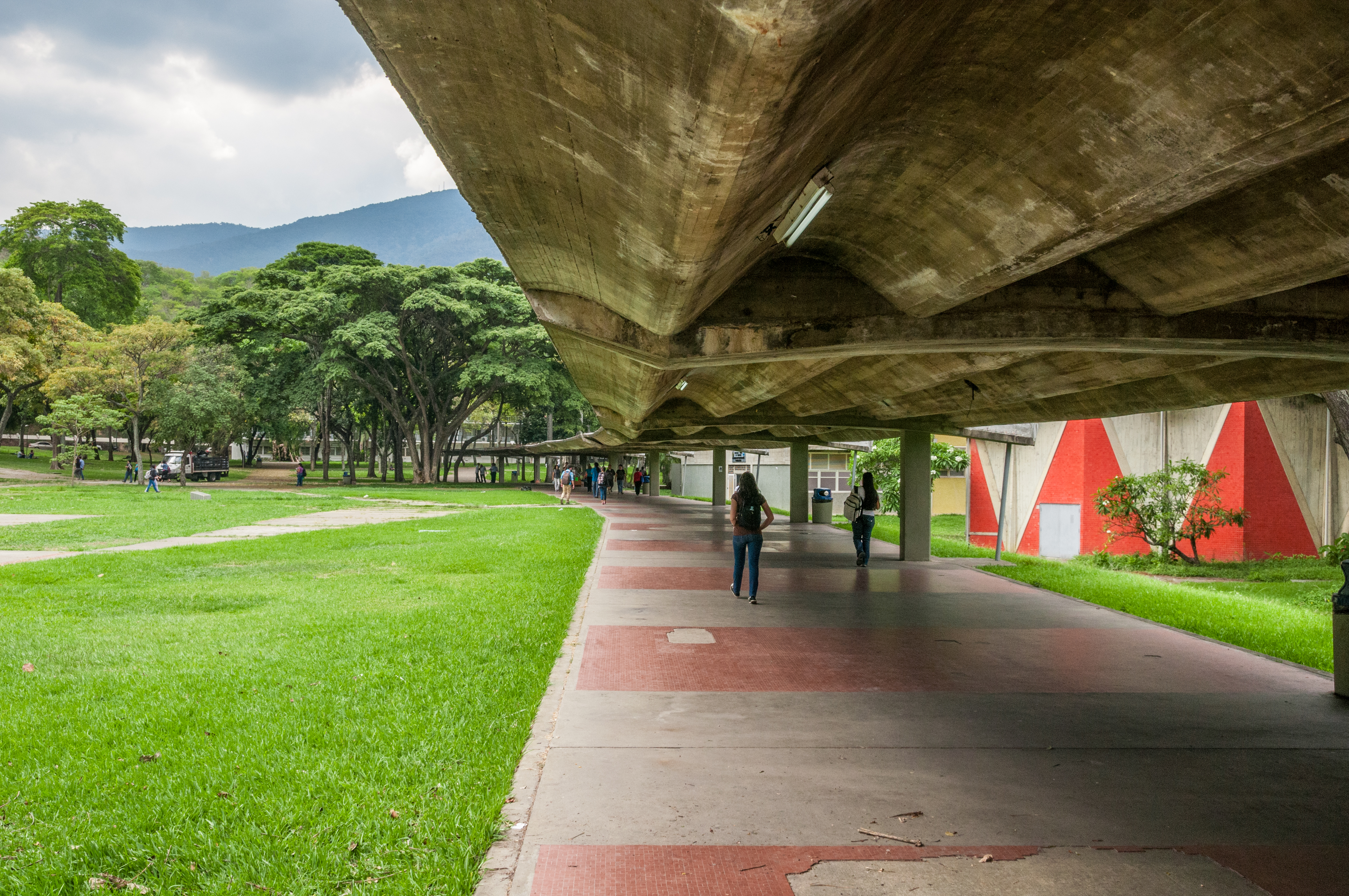
Pasillos de la Universidad Central de Venezuela.

Los Consejos de Facultad tienen entre sus funciones velar por el normal funcionamiento de las mismas y por el cumplimiento cabal de sus fines: está integrado por el Decano quien lo preside, siete representantes de los profesores, dos representantes de los estudiantes y uno de los egresados.
El Consejo de Escuela está compuesto por el director, quien lo preside, el Coordinador Académico de la Escuela, los Jefes de Departamento, dos representantes profesorales y dos representantes estudiantiles con sus respectivos suplentes. Su trabajo consiste en la elaboración de planes y programación, la coordinación de las labores de enseñanza, el nombramiento de jurados para los trabajos de tesis, la incorporación de personal y otras tareas establecidas por la Ley y los reglamentos.
Los representantes profesorales y estudiantiles son electos en los mismos períodos y procesos que los del Consejo Universitario.

### Federación de Centros Universitarios y Centros de Estudiantes
La Federación de Centros Universitarios y los Centros de Estudiantes son la representación directa del gobierno estudiantil. Sus representantes son elegidos anualmente, en elecciones secretas y directas convocadas por la Comisión Electoral de la Universidad, bajo las condiciones de la Ley de Universidades y el Reglamento Interno.
La Federación de Centros Universitarios, conocida por sus siglas como FCU, es el órgano de mayor representación estudiantil, encargándose de la defensa de los derechos del estudiantado, tanto en el ámbito universitario como nacional e internacional. Además la FCU es fuerte determinante en las acciones del movimiento estudiantil venezolano en el ámbito nacional, participando en actividades de diversa índole para la defensa de todos los venezolanos y de la Constitución.
Los Centros de Estudiantes se encargan de velar por el bienestar de los estudiantes, acompañarlos y buscar soluciones a los inconvenientes que puedan presentar a lo largo de la carrera, siguiendo los canales regulares. De igual forma, buscan —mediante actividades académicas, culturales y deportivas— el entretenimiento y esparcimiento de todo el estudiantado.

### Cuerpo de Bomberos
La universidad cuenta con el Cuerpo de Bomberos Voluntarios Universitarios , organización sin fines de lucro de apoyo a la comunidad universitaria en atención de emergencias y prevención e investigación. Su sede se encuentra en el Sótano del Gimnasio Cubierto de la UCV.

## Deportes
La UCV cuenta con 31 disciplinas. La universidad  también cuenta con un estadio de fútbol el Estadio Olímpico de la Universidad Central de Venezuela y un club de fútbol profesional concocido Universidad Central de Venezuela Fútbol Club el cual disputa en la Primera División de Venezuela.

## Símbolos
Emblema
El emblema de la UCV consiste en la alegoría a los símbolos del conocimiento y la academia: la lámpara de aceite que representa la sabiduría, y los libros, la pluma y el pergamino que representan el estudio, todo rodeado sobre una rama de olivo que representa la paz y una rama de palma que representa la victoria y enmarcado en la parte superior por 7 estrellas que representan a la bandera de Venezuela, todo el conjunto está dentro de un círculo que tiene la inscripción "Universidad Central, Caracas - Venezuela".
Bandera
La bandera de la UCV consiste en un paño rectangular de color beige con el emblema ubicado en el centro. Suele ubicarse al lado derecho de la bandera nacional y al izquierdo de las facultades.
Las banderas de las facultades consisten en paños rectangulares con el emblema de la facultad en centro como forma no oficial, oficialmente llevan el emblema de la UCV en la esquina superior del lado del asta; cada bandera es del color de la facultad que representa, que es el mismo de la cinta de la medalla de los graduandos.
Himno
Composición coral de alegría, celebración y sentimientos positivos que identifican a la colectividad UCEVISTA. Con letra de Luis Pastori y Tomás Alfaro Calatrava y Música de Evencio Castellanos fue estrenado en 1943 por el Orfeón Universitario, patrimonio artístico de la UCV.